# روني براون
روني براون (بالإنجليزية: Ronnie Brown)‏ (و. 1981  م) هو لاعب كرة قدم أمريكية، من الولايات المتحدة، ولد في روما، يلعب كراكض للخلف ‏.

## التعليم
تعلم في جامعة أوبرن.

## روابط خارجية
- روني براون على موقع مرجع كرة القدم المحترفة.كوم (الإنجليزية)